# Arvid Auner
Arvid Auner (* 31. Jänner 1997) ist ein österreichischer Snowboarder. Er startet in den Paralleldisziplinen.

## Werdegang
Auner, der für den SC Eitweg Koralpe startet, nahm im Dezember 2012 in Lachtal erstmals am Europacup teil und belegte dabei die Plätze 76 und 72 im Parallel-Riesenslalom. Sein Debüt im Snowboard-Weltcup hatte er im Januar 2015 in Bad Gastein, welches er auf dem 49. Platz im Parallelslalom beendete. Bei den Juniorenweltmeisterschaften 2015 in Yabuli kam er auf den 14. Platz im Parallelslalom und auf den 13. Rang im Parallel-Riesenslalom und bei den Juniorenweltmeisterschaften 2016 in Rogla auf den sechsten Platz im Parallelslalom und auf den fünften Rang im Parallel-Riesenslalom. Im folgenden Jahr gewann er bei den Juniorenweltmeisterschaften in Klínovec die Bronzemedaille im Parallel-Riesenslalom. Zudem wurde er dort Sechster im Parallelslalom. In der Saison 2017/18 erreichte er im Europacup acht Top-Zehn-Platzierungen, darunter je einen zweiten und dritten Platz und belegte damit den dritten Platz in der Parallelwertung. 
In der folgenden Saison errang Auner mit Platz vier im Parallelslalom in Moskau und Platz neun im Parallel-Riesenslalom in Scuol seine ersten Top-Zehn-Platzierungen im Weltcup. Zudem wurde er mit zwei Siegen Zweiter der Parallelwertung des Europacups. Beim Saisonhöhepunkt, den Weltmeisterschaften 2019 in Park City fuhr er im Parallelslalom auf den achten Platz. In der Saison 2020/21 kam er im Europacup sechsmal unter die ersten Zehn, darunter je einmal auf den zweiten und dritten Platz und gewann damit die Parallelwertung. Zudem erreichte er in Berchtesgaden mit dem dritten Platz im Parallelslalom seine erste Podestplatzierung im Weltcup. Nach dem Plätzen 20 im Parallel-Riesenslalom und drei im Parallelslalom in Bannoye zu Beginn der Saison 2021/22, errang er drei Platzierungen im Mittelfeld. Im Januar 2022 holte er in Bad Gastein im Parallelslalom sowie im Teamwettbewerb seine ersten Weltcupsiege und erreichte zum Saisonende den 11. Platz im Parallel-Weltcup sowie den dritten Rang im Parallelslalom-Weltcup.

### Saison 2022/2023
Bei den Snowboard-Weltmeisterschaften 2023 im georgischen Bakuriani holte sich der 26-Jährige im Februar die Silbermedaille im Parallelslalom hinter seinem Landsmann Andreas Prommegger.

## Weltcupsiege und Weltcup-Gesamtplatzierungen

### Weltcupsiege im Einzel
| Nr. | Datum             | Ort           | Disziplin             |
| --- | ----------------- | ------------- | --------------------- |
| 1.  | 11. Januar 2022   | Bad Gastein   | Parallelslalom        |
| 2   | 25. Februar 2024  | Krynica-Zdrój | Parallel-Riesenslalom |
| 3.  | 21. Dezember 2024 | Davos         | Parallelslalom        |

### Weltcupsiege im Team
| Nr. | Datum           | Ort         | Disziplin             |
| --- | --------------- | ----------- | --------------------- |
| 1.  | 12. Januar 2022 | Bad Gastein | Parallelslalom Team 1 |

### Weltcup-Gesamtplatzierungen
| Saison  | Parallel | Parallel | Parallel-Riesenslalom | Parallel-Riesenslalom | Parallelslalom | Parallelslalom |
| Saison  | Punkte   | Platz    | Punkte                | Platz                 | Punkte         | Platz          |
| ------- | -------- | -------- | --------------------- | --------------------- | -------------- | -------------- |
| 2015/16 | 17       | 64.      | -                     | -                     | 17             | 62.            |
| 2016/17 | 201,5    | 50.      | 35,5                  | 58.                   | 166            | 31.            |
| 2017/18 | 163,9    | 50.      | 34                    | 68.                   | 129,9          | 39.            |
| 2018/19 | 978      | 28.      | 364                   | 33.                   | 614            | 20.            |
| 2019/20 | 474,3    | 37.      | 234,4                 | 39.                   | 239,9          | 27.            |
| 2020/21 | 170      | 17.      | 63                    | 21.                   | 107            | 11.            |
| 2021/22 | 262      | 11.      | 61                    | 25.                   | 201            | 3.             |
| 2022/23 | 307      | 12.      | 56                    | 24.                   | 251            | 3.             |
| 2023/24 | 456      | 7.       | 213                   | 10.                   | 243            | 4.             |
| 2024/25 | 531      | 8.       | 232                   | 8.                    | 299            | 1.             |